# Alice Finot
Alice Finot (Montbéliard, 9 febbraio 1991) è una mezzofondista e siepista francese.

## Biografia
Nel 2020 ha conquistato la sua prima medaglia d'oro ai campionati francesi assoluti nella gara dei 3000 metri piani; la seconda è arrivata nel 2021 ai campionati francesi indoor, nei 3000 metri piani. A livello internazionale ha conquistato la medaglia d'argento nei 3000 metri piani ai campionati europei indoor di Toruń 2021 e la medaglia d'oro ai campionati europei di Roma 2024.
Dal 2016 è allenata da Manuel Martinez Ageito.

## Progressione

### 1500 metri piani
| Stagione | Tempo   | Luogo     | Data      | Rank. Mond. |
| -------- | ------- | --------- | --------- | ----------- |
| 2020     | 4'11"12 | Marsiglia | 3-9-2020  | 74ª         |
| 2019     | 4'26"82 | Braga     | 29-6-2019 | 1014ª       |
| 2018     | 4'22"36 | Huelva    | 8-6-2018  | 604ª        |
| 2017     | 4'33"38 | Vigo      | 1-7-2017  | 1852ª       |
| 2016     | 4'44"92 | Montgeron | 3-7-2016  | –           |

### 1500 metri piani indoor
| Stagione  | Tempo   | Luogo      | Data      | Rank. Mond. |
| --------- | ------- | ---------- | --------- | ----------- |
| 2020/2021 | 4'13"98 | Mondeville | 30-1-2021 | 46ª         |
| 2018/2019 | 4'17"45 | Ourense    | 20-1-2019 | 71ª         |
| 2017/2018 | 4'31"64 | Valencia   | 17-2-2018 | 258ª        |

### 3000 metri piani indoor
| Stagione  | Tempo    | Luogo   | Data       | Rank. Mond. |
| --------- | -------- | ------- | ---------- | ----------- |
| 2020/2021 | 8'46"54  | Toruń   | 5-3-2021   | 15ª         |
| 2019/2020 | 9'23"75  | Liévin  | 1-3-2020   | 158ª        |
| 2018/2019 | 9'20"15  | Braga   | 20-2-2019  | 120ª        |
| 2017/2018 | 10'11"92 | Ourense | 16-12-2017 | 1204ª       |

### 3000 metri siepi
| Stagione | Tempo    | Luogo            | Data      | Rank. Mond. |
| -------- | -------- | ---------------- | --------- | ----------- |
| 2023     | 9'10"04  | Firenze          | 2-6-2023  | 9ª          |
| 2020     | 9'45"37  | Décines-Charpieu | 29-8-2020 | 17ª         |
| 2019     | 10'10"87 | Saint-Maur       | 10-7-2019 | 209ª        |
| 2018     | 10'28"96 | Granollers       | 14-7-2018 | 397ª        |
| 2017     | 11'39"61 | Burgos           | 10-6-2017 | 1505ª       |

## Palmarès
| Anno | Manifestazione  | Sede     | Evento       | Risultato | Prestazione | Note                                   |
| ---- | --------------- | -------- | ------------ | --------- | ----------- | -------------------------------------- |
| 2021 | Europei indoor  | Toruń    | 3000 m piani | Argento   | 8'46"54     | Miglior prestazione personale          |
| 2022 | Mondiali        | Eugene   | 3000 m siepi | 10ª       | 9'21"40     |                                        |
| 2023 | Mondiali        | Budapest | 3000 m siepi | 5ª        | 9'06"15     | Record nazionale                       |
| 2024 | Europei         | Roma     | 3000 m siepi | Oro       | 9'16"22     | Miglior prestazione europea stagionale |
| 2024 | Giochi olimpici | Parigi   | 3000 m siepi | 4ª        | 8'58"67     | Record europeo                         |

## Campionati nazionali
- 1 volta campionessa francese assoluta dei 3000 metri siepi (2020)
- 1 volta campionessa francese assoluta dei 3000 metri piani indoor (2021)

2018
- Bronzo ai campionati francesi, 1500 m - 4'23"50

2019
- Bronzo ai campionati francesi indoor, 1500 m - 4'18"45

2020
- Oro ai campionati francesi, 3000 m siepi - 10'01"58
- Argento ai campionati francesi indoor, 3000 m - 9'23"75

2021
- Oro ai campionati francesi indoor, 3000 m piani - 9'12"33

2022
- Oro ai campionati francesi, 3000 m siepi - 9'48"00

2023
- Oro ai campionati francesi, 3000 m siepi - 9'54"60
- Oro ai campionati francesi indoor, 3000 m piani - 9'05"08

2024
- Oro ai campionati francesi indoor, 3000 m piani - 9'06"18

## Altre competizioni internazionali
2020
- 25ª alla Mezza maratona di Barcellona ( Barcellona) - 1h13'26"

2022
- Argento al Bauhaus-Galan ( Stoccolma), 3000 m siepi - 9'19"59
- 9ª al Meeting de Paris ( Parigi), 3000 m siepi - 9'37"46

2023
- 5ª al Golden Gala ( Roma), 3000 m siepi - 9'10"04
- 9ª all'Athletissima ( Losanna), 3000 m siepi - 9'26"55
- 9ª al Prefontaine Classic ( Eugene), 3000 m siepi - 9'41"09
- 25ª alla Valencia 10K Ibercaja ( Valencia) - 33'17"

2024
- Argento al Meeting de Paris ( Parigi), 3000 m siepi - 9'05"01

2025
- 8ª al Meeting de Paris ( Parigi), 3000 m siepi - 9'15"33